# 波利瓦朴腿螳属
波利瓦朴腿螳属（学名：Bolivaroscelis），也称作波氏朴腿螳属，为朴腿螳科的一个属。

## 下属物种
本属包括以下物种：
- 模式波氏朴腿螳 Bolivaroscelis bolivarii (Giglio-Tos, 1913)
- 具棱波氏朴腿螳 Bolivaroscelis carinata (Bolivar, 1908)
- 维氏波氏朴腿螳 Bolivaroscelis werneri Roy, 1962